# هانس گروبر (بازیکن فوتبال)
هانس گروبر (انگلیسی: Hans Gruber; ۴ ژوئن ۱۹۰۵ – ۹ اکتبر ۱۹۶۷) بازیکن فوتبال اهل آلمان بود.
از باشگاه‌هایی که در آن بازی کرده‌است می‌توان به باشگاه فوتبال دویسبورگ اشاره کرد.
وی همچنین در تیم ملی فوتبال آلمان بازی کرده‌است.